# Myiodynastes chrysocephalus
Myiodynastes chrysocephalus là một loài chim trong họ Tyrannidae.